# Egejska civilizacija
Egejska civilizacija je splošen izraz za evropske bronastodobne civilizacije na območju Grčije ob Egejskem morju. To so sicer tri ločene, toda sodelujoče geografske regije: Kreta, Kikladi in grška celina. Kreta je povezana z minojsko civilizacijo iz zgodnje bronaste dobe. Kikladi so bili povezani s celino v zgodnjem heladskem (Minijci) obdobju in s Kreto v srednjeminojskem obdobju. Okoli 1450 pr. n. št. (poznoheladsko, poznominojsko obdobje) se je grška mikenska civilizacija razširila na Kreto.

## Periodizacija

### Celina
- zgodnjeheladsko (ZH): 3200/3100–2050/2001 pr. n. št.
- srednjeheladsko (SH): 2000/1900–1550 pr. n. št.
- poznoheladsko (PH): 1550–1050 pr. n. št.

### Kreta
- zgodnjeminojska (ZM): 3650–2160 pr. n. št.
- srednjeminojska (SM): 2160–1600 pr. n. št.
- poznominojska (PM): 1600–1170 pr. n. št.

### Kikladi
- zgodnjekikladska (ZK): 3300–2000 pr. n. št.
- kultura Kastra (ZK II–ZK III): okoli 2500–2100 pr. n. št.
- zbliževanje s SM iz okoli 2000 pr. n. št.

## Trgovina
Trgovina je živela že v zgodnjih obdobjih, kot je razvidno iz razporeditve obsidiana iz Milosa po vsem Egejskem območju. Kretske posode so našli na Milosu, v Egiptu in na grški celini. Miloške vaze pa so našli na Kreti. Po letu 1600 pr. n. št. je bila zelo pomembna trgovina z Egiptom in egejski predmeti so našli svojo pot do vseh obal Sredozemlja. Ni sledi o kakšnem denarju, našli pa so plošče, preveč majhne za praktično uporabo. Ugotovljena je bila standardna teža, našli so tudi ingote. Egejski pisni dokumenti (ki bi jih našli zunaj območja) še niso dokazani, niso odkrili pisem, ki bi nastali pri dopisovanju z drugimi državami. Prikaz ladij ni pogost, več so jih opazili na egejskih draguljih, pečatnikih, ponvah in vazah. Ladje so nizke, z jambori in vesli. Poznavanje morja se kaže pri uporabi morskih motivov v okrasju. Najpodrobnejše slike so na voljo na freski ladje v Akrotiriju na otoku Tera (Santorini), ki so se ohranile v vulkanskem pepelu po izbruhu, ki je uničil mesto.
Odkritja v 20. stoletju, ko so našli potopljene trgovske ladje, kot je ladja, ki je imela brodolom pri Uluburunu in rtu Helidonija ob južni obali Turčije, so dala mnogo novih informacij o tej kulturi.

## Dokazi
Podrobnosti o veličastnih dokazih primerkov na Kreti, Mikenah, Tirintu, Troadi, Cipru itd. še niso pojasnjene. Najbolj raziskano mesto do zdaj je Knosos, ki je prinesel ne samo najrazličnejše dokaze, ampak tudi dokaze od neolitika do temne klasične civilizacije. Naslednji pomembnejši kraji so Hisarlik, Mikene, Fajstos, Agia Triada, Tirint, Filakopa, Palajkastro in Gurnija.

### Notranji dokazi
- Zgradbe; ruševine palač, palačne vile, hiše, zgrajeni kupolasti in drugi grobovi in utrdbe (Egejski otoki, grška celina in severozahodna Anatolija), ne pa tudi različni templji; majhna svetišča, vendar pa temenos (verske ograde, od katerih je eno verjetno našel J. L. Myres, leta 1904, na Petsofi v bližini Palajkastra), so vidne na gemah in freskah. Izvirne in restavrirane so tudi predstavitve palač in hiš.
- Strukturna dekoracija; arhitekturne značilnosti, kot so stebri, frizi in različni plastični vzorci; murali, kot so freske, barvni reliefi in mozaiki. Občasno so najdeni tudi strešniki v zgodnjeheladski Lerni in Akovitiki [1] in poznejši v mikenskih mestih Gla in Mideja. [2]
- Oprema; (A) notranja oprema, kot so posode vseh vrst in iz raznih vrst materiala, od velikih trgovskih posod navzdol do majhnih lončkov za mazila; kulinarični in drugi predmeti; prestoli, sedeži, mize itd., vse v kamnu ali obdelani terakoti. (B) Oprema svetišč, kot so modeli ali dejanski primeri obrednih predmetov; o teh imamo tudi številne slikovne predstavitve. (C) Nagrobna oprema, na primer krste iz poslikane terakote.
- Umetniški predmeti; plastični predmeti, vklesani v kamen ali slonovino, uliti ali kovani iz kovine (zlato, srebro, baker in bron) ali po vzoru iz gline, keramike, paste itd. Zelo malo sledi je bilo najdenih o velikih prostostoječih kipih, je pa ostalo veliko njihovih delov. Vaze vseh vrst iz marmorja ali drugega kamna, kovin ali narejene iz gline, številne in raznovrstne, bogato okrašene z barvnimi vzorci in včasih s plastičnim okrasjem. Primeri slikanja na kamen. Številni so gravirani predmeti, prstani in dragulji in veliko glinenih gravur iz njih.
- Orožje, orodje in pripomočki; v kamnu, glini in bronu in na koncu iz železa, včasih bogato okrašeno ali z intarzijami, nepravi oklep, razen ceremonialni in pokopan z mrtvimi, tako kot zlat prsni oklep v krožnih grobovih v Mikenah ali neprebojni jopič iz Dendre.
- Izdelki za osebno uporabo; pogoste so broške (fibule), igle, britvice, pincete itd., od posvetnih do religioznih, na primer na Kreti. Tekstil ni ohranjen, razen prikazov v glini.
- Pisni dokumenti; na primer glinaste ploščice in diski (do zdaj le na Kreti), toda nič iz kože, papirusa itd.; gravirani dragulji; legende, napisane s pigmentom na lončenini (redko); znaki, zarezani v kamnu ali lončenini. Kažejo številne sisteme znakov, ki so jih uporabljali kot ideogram ali silabogram (linearna pisava B).
- Izkopani grobovi; pridatki mrtvim, uporabni in razkošni, brez kremiranja in v krstah ali preprostih ovojih.
- Javna dela; tlakovanje cest, mostovi, sistemi za odvodnjavanje itd.

### Zunanji dokazi
- Spomeniki in dokazi drugih sodobnih civilizacij; na primer predstavitve tujih ljudstev na egipčanskih freskah; posnemanje egejskih tkanin in slog v neegejskih deželah; namigi na sredozemska ljudstva v egipčanskih, semitskih ali babilonskih zapisih.
- Literarne tradicije poznejših civilizacij; še posebej helenske; na primer v Homerjevih pesnitvah, legende v zvezi s Kreto, Mikenami itd.; navedbe o izvoru bogov, kultov in tako naprej v delih grških piscev, kot so  Strabon, Pavzanias, Diodor Sicilski itd.
- Sledi običajev, veroizpovedi, obredov itd.; na egejskem območju v poznem obdobju, neskladje s civilizacijo, v kateri so bivali, kaže na preživetje prejšnjih sistemov. Upoštevati je treba tudi morebitni obstoj jezikov in celo fizičnih predmetov.

Mikene in Tirint sta dve glavni mesti, v katerih so dokazi o prazgodovinski civilizaciji že davno pred klasičnimi Grki.

## Odkritja
Obzidje in stolpi mikenske trdnjave, njegova vrata s heraldičnimi levi in velika Atrejeva zakladnica so tihi pričevalci obdobja pred  Schliemannom; do tedaj se je samo domnevalo in govorilo o homerskem ali najbolj oddaljenem, krutem herojskem začetku grške civilizacije. Šele ko je Schliemann izkopal vsebino grobov samo znotraj vrat, so strokovnjaki priznali visoko stopnjo umetnosti, ki so jo premogli prazgodovinski prebivalci mikenske citadele.
Ludwig Ross, nemški arheolog, kustos starin v Atenah ob ustanovitvi Kraljevine Grčije, in njegovi soraziskovalci grških otokov od leta 1835 dalje so opozorili na nekatere zgodnje geme oziroma rezbarjene dragulje; šele leta 1878 je C. T. Newton dokazal, da to niso feničanski izdelki. Leta 1866 so na otoku Tirazija odkrili primitivne strukture za pridobivanje  silikatnega vulkanskega pepela za Sueški prekop. Leta 1870 so na sosednjem Santoriniju (Tera) predstavniki francoske šole v Atenah našli veliko pozne egejske lončenine in veliko kamnitih in kovinskih predmetov. Datiral jih je geolog Ferdinand A. Fouqué do 2000 pr. n. št. z upoštevanjem sloja ob vulkanskem izbruhu.
Leta 1868 je Alfred Biliotti našel v grobnicah v Jalizu na Rodosu veliko lepih poslikanih vaz, ki so jih pozneje imenovali tretja in četrta "mikenska"; kupil jih je John Ruskin in predstavil Britanskemu muzeju, a vzbujajo manj pozornosti, kot bi si zaslužile; med njimi naj bi bila neka lokalna azijska tkanina negotovega datuma. Zaznana je bila povezava med njimi in predmeti, najdenimi štiri leta pozneje v grobu v Menidi v Atiki, in skalno sliko "čebelji panj" v grobu blizu Argive Heraeum.
Tudi prva Schliemannova izkopavanja v Hisarliku na Trodi niso navdušila. Toda "zažgano mesto" njegovega drugega sloja, odkritega leta 1873, je s svojimi utrdbami in vazami ter zlatimi, srebrnimi in bronastimi predmeti vzbudil radovednost daleč zunaj ozkega kroga znanstvenikov. Takoj ko je tri leta pozneje Schliemann prišel na mikenske grobove, se je razlila svetloba z vseh strani v prazgodovino Grčije. Opis razmerja med umetniškimi predmeti, Homerjem in mikenskim zakladom je bil na splošno dovoljen in prevladalo je mnenje, da civilizacija iz Iliade spominja na mikensko.
Schliemann je dobil spet delo v Hisarliku leta 1878 in močno povečal znanje o nižjih slojih, vendar ni prepoznal egejskih ostankov v svojem "lidijskem" mestu šestega sloja. To ni v celoti pokazal niti dr. Wilhelm Dorpfeld, ki je postal Schliemannov pomočnik leta 1879 in nadaljeval delo v Hisarliku leta 1892 po smrti prvega raziskovalca. Letu 1884 je iz ostankov v zgornjem sloju na skali Tirint Schliemann odkril prazgodovinsko domače življenje, kar je bilo še poudarjeno dve leti pozneje z odkritjem Hristosa Tsuntasa v palači v Mikenah. Schliemannovo delo na Tirintu se je nadaljevalo do leta 1905, ko je bilo dokazano, da je zgodnejša palača pod temelji izpostavljene.
Najdbe mikenskih grobnic zunaj Argolide datirajo v leto 1886. Te najdbe in nato najdbe, ki jih je odkril Tsuntas v zgradbah in manjših grobovih v Mikenah so velik zaklad, neodvisno od Schliemannovega knežjega darila, so zdaj zbrane v Narodnem muzeju v Atenah. V tem letu je bila večina tolosov že izropana, a so nekaj opreme izkopali na Arkini in Elevziji v Atiki, v Diminiju blizu Volosa v Tesaliji, na Kamposu na zahodu gore Tajget in v Maskarati v Kefaloniji. Najbogatejši grob od vseh je bil raziskan v Vafiu v Lakoniji leta 1889 in je dal poleg mnogih gem in raznih zlatarskih predmetov dve zlati čaši s prizori lova na bike in nekatere zlomljene poslikane vaze v težkem krepkem slogu, ki je ostal uganka do izkopavanja Knososa.
Leta 1890 in 1893 je Staes izkopal nekatere manj bogate tolose v Toriku v Atiki in druge grobove v Spati in Afidni v Atiki, v Ajgini in Salamini, v Herajonu na Argosu in Navplionu v Argolidi, v bližini Teb in Delfov in ne daleč od tesalske Larise. Med izkopavanji Atenske akropole, ki so prenehala leta 1888, je bilo najdeno veliko črepinj v mikenskem slogu. Ameriškemu raziskovanju v Herajonu, sklenjenemu leta 1895, prav tako ni uspelo dokazati, da je bilo mesto pomembno v prazgodovini.
Prazgodovinske raziskave so zdaj začele presegati grško celino. Na nekaterih osrednjih egejskih otokih Antiparos, Ios, Amorg, Siros in Sifnos so našli posamezne bogate dokaze o srednjeegejskem obdobju. Vrsta zgrajenih sirskih grobov s trupli je najboljša in najbolj reprezentativna najdba, znana v Egejskem morju. Melos je bil dolgo časa označen kot vir zgodnjih predmetov, vendar so bila izkopavanja nesistematična, dokler jih ni prevzela britanska šola v Atenah leta 1896 in pri Filakopi odkrila ostanke vseh egejskih obdobij, razen neolitika.
Zemljevid Cipra v pozni bronasti dobi (kot sta ga prikazala J. L. Myres in M. O. Richter v katalogu ciprskega muzeja) prikazuje več kot 25 naselij v  okrožju Mesaorea in okoli njega, od katerih je eno, v Enkomi, v bližini mesta Salamina, prineslo najbogatejši egejski zaklad iz plemenite kovine, najden zunaj Miken. E. Chantre je leta 1894 izkopal sijajno posodo, kot je tista iz Hisarlika v osrednji Ftigiji in na Pteriji. Angleška arheološka ekspedicija je nato odšla v severozahodno Anatolijo, a ji še nikoli ni uspelo najti keramičnih primerkov egejskega videza iz dolin Rindkus, Sangarius in Halis.
V Egiptu je leta 1887 W. M. F. Petrie našel pri Kahunu v Fajumu poslikane črepinje iz Krete in naprej po Nilu, leta 1889, pri Tell Amarni slučajno koščke nič manj kot 800 egejskih vaz. V zbirki v Kairu, Firencah, Londonu, Parizu in Bologni je več egipčanskih imitacij v egejskem slogu. Dve egejski vazi sta bili najdeni v Sidonu leta 1885 in veliko delov egejskega in predvsem ciprskega lončarstva so dala zadnja izkopavanja mest v Filistiji na palestinskih tleh.
Na Siciliji,  P. Orsi je leta 1877 izkopal sicilsko pokopališče v bližini kraja Lentini, so odkrili zgodnje ostanke, med katerimi se redno pojavljajo egejske vrste  materiala in motivi okrasja iz obdobja drugega sloja Hisarlika. Sardinija ima egejska mesta, na primer na Abini pri Teti; Španija pa je dala predmete, priznane kot egejske, iz grobnice v bližini Cadiza in v Zaragozi.
Kreta je zasenčila vse druge dežela ob Egejskem morju po bogastvu ostankov vseh prazgodovinskih obdobij, da jo danes obravnavajo kot izvor egejske civilizacije in je bila verjetno dolgo obdobje politično in družbeno središče. Otok je pritegnil arheologe zaradi izrednih arhaičnih grških bronastih najdb v votlini na gori Idi leta 1885, pa tudi zaradi epigrafskih spomenikov, kot je slavni zakon Gortina. Toda o prvih nespornih egejskih ostankih so še poročali, bilo je nekaj predmetov, pridobljenih iz Knososa (Minos Kalokhairinos iz Candije leta 1878). Sledila so nekatera odkritja na severu planote Mesara (F. Halbherr). Neuspešni poskusi pri Knososu so bili delo W. J. Stillmana in H. Schliemanna in A. J. Evansa, ki so prišli na sceno leta 1893. Evans je odkril dovolj, da bi lahko napovedal odkritje pisnih znakov. Revolucija 1897–1898 je odprla vrata širšemu znanju in potrebnih je bilo še veliko raziskovanj.
Egejsko območje pomeni arhipelag od Krete in Cipra, Helenskega polotoka z Jonskimi otoki in zahodno Anatolijo. Dokaze pričakujejo še za makedonsko in obalo Trakije. Naselbine so v zahodnem Sredozemlju, na Siciliji, v Italiji, Sardiniji in v Španiji in v vzhodnem Sredozemlju v Siriji in Egiptu. O Cirenajki imamo še vedno premalo podatkov.